# Werichova vila
Werichova vila nebo Dobrovského domek jsou názvy používané k označení historické budovy čp. 501 na pražském malostranském ostrově Kampa, naproti Lichtenštejnskému paláci, na rozhraní její zastavěné a parkové části. Budova významná především svým umístěním a několika slavnými obyvateli prošla v letech 2015 až 2017 rekonstrukcí pro muzejní využití Nadací Jana a Medy Mládkových. Stavba je chráněna jako kulturní památka.

## Historie

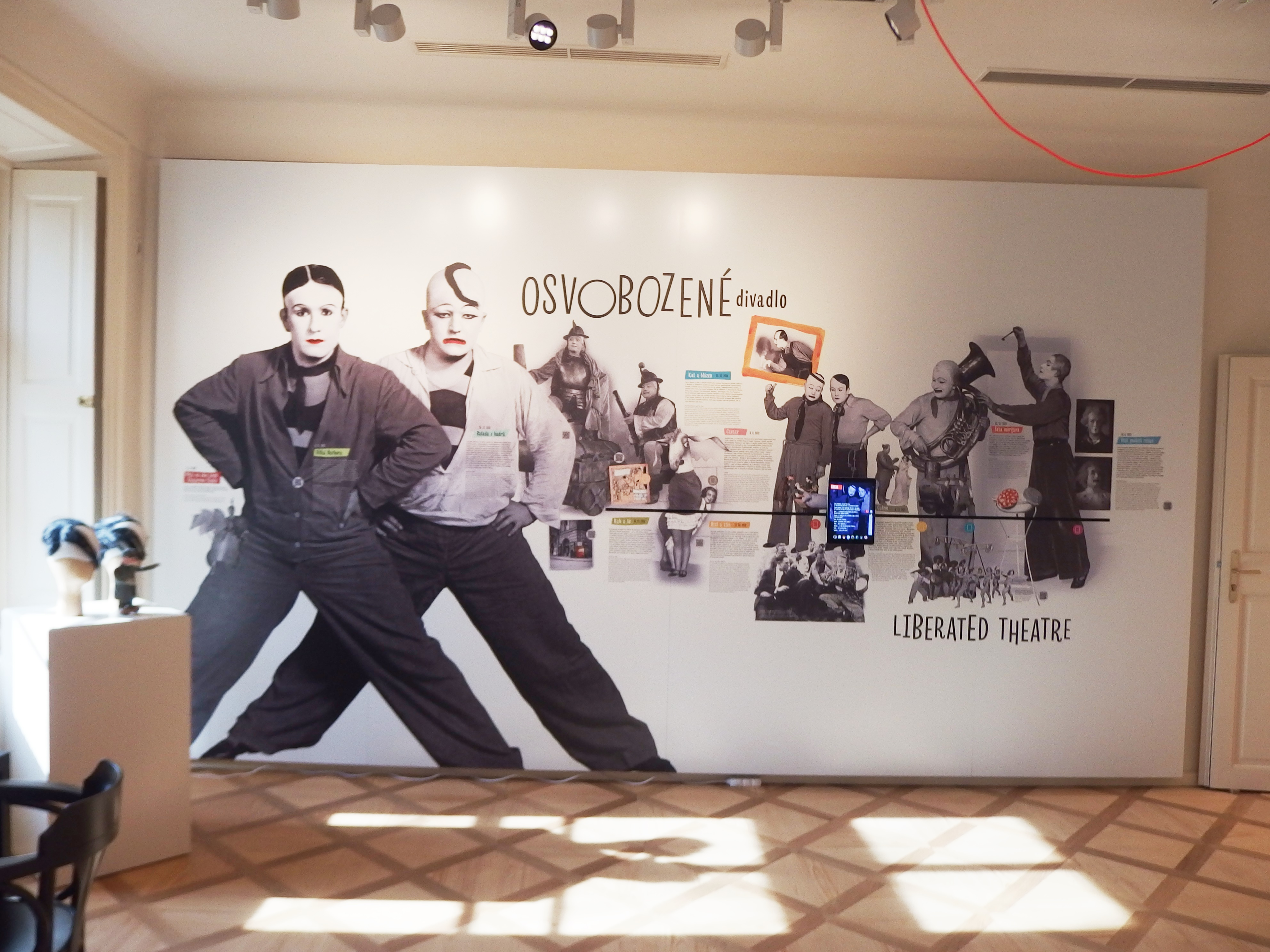
Stálá expozice v interiéru

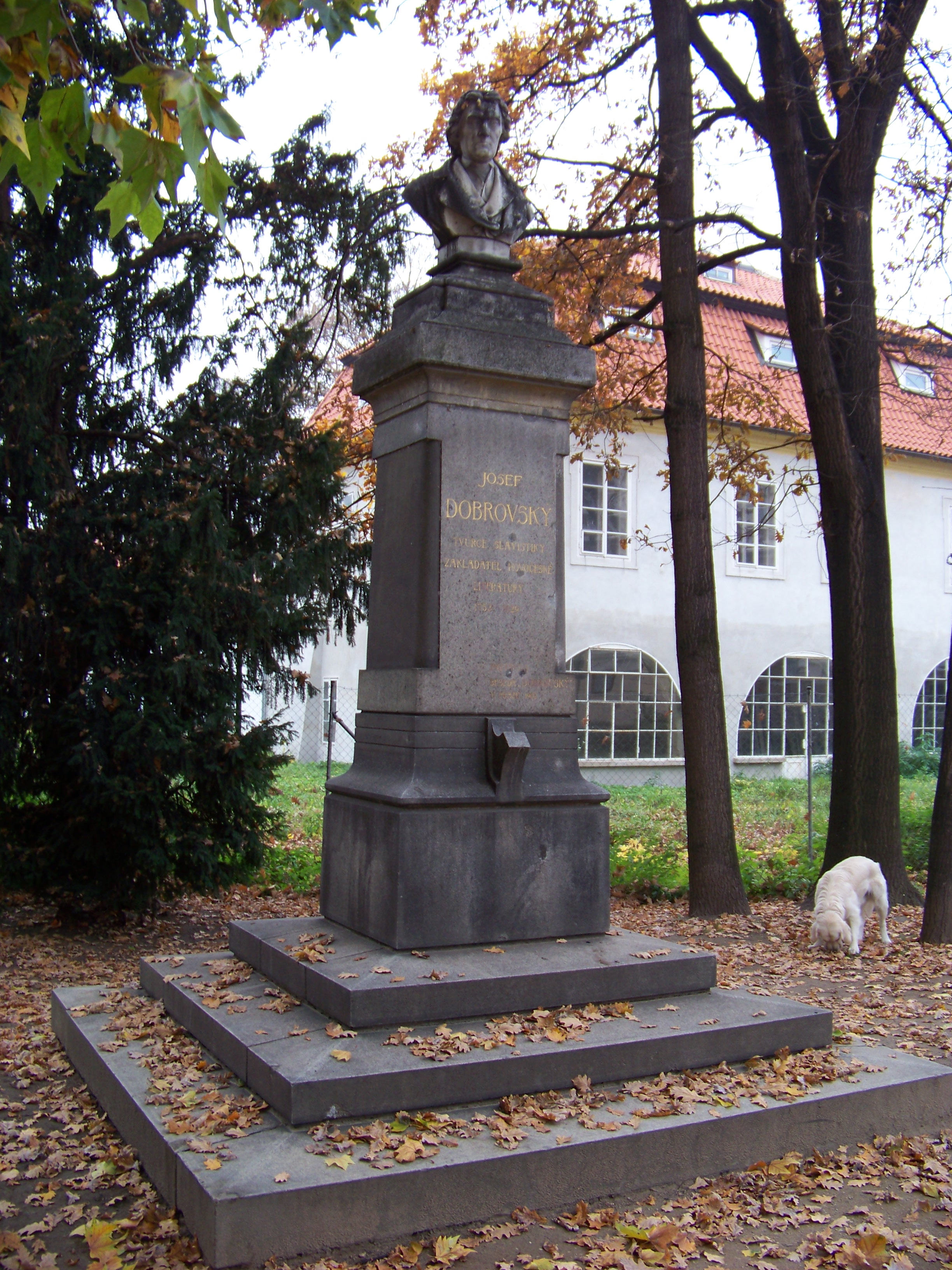
Pomník Josefa Dobrovského u Werichovy vily

První zmínka o stavbě byla zaznamenána roku 1580. Dle průzkumu architektky Kateřiny Kroulíkové je však budova podstatně starší. Jak napovídá způsob zdění, pocházejí části sklepů z období pozdní gotiky. Dendrologickým rozborem dřeva stropu v přízemí bylo určeno, že stavitelé užili stromů pokácených kolem roku 1510.
Základem dnešní podoby je pozdně renesanční přestavba z druhé čtvrtiny 17. století, kdy zde byla koželužna nizozemského Serváce Engela a později jeho rodiny. V roce 1725 přešla budova do šlechtického vlastnictví a koželužna byla zrušena. V době, kdy dům vlastnili Nosticové, zde v letech 1798–1803 žil Josef Dobrovský.
V roce 1803 došlo ke klasicistní přestavbě domku podle plánů Ignáce Palliardiho. Byla přistavěna východní část s arkádami v přízemí, upraveno patro a dům opatřen novou mansardovou střechou s podkrovím. Roku 1840 byl pak na západě přistavěn skleník, ze kterého se zachovala jen severní zeď.
Po roce 1918 přešel dům do vlastnictví státu. Poté došlo k dílčím úpravám prvního patra a podkroví podle plánů Bohumila Hübschmanna. Následně se zde vystřídali různí, často významní obyvatelé. Nájemníky donutila k vystěhování ničivá povodeň v roce 2002. Po ní byly provedeny opravy vnějšího pláště budovy (střecha, omítka, okna), vnitřek však dál čekal na rekonstrukci.
Ve dvou soutěžích na pronájem budovy, vypsaných v roce 2008 a 2013, zvítězila Nadace Jana a Medy Mládkových, provozující nedaleké Museum Kampa. Praha 1 však pronájem neschválila. Potřetí byla nadace vybrána za nájemce na jaře 2015 a byla zahájena rekonstrukce vily.
Po ukončení rekonstrukce byla budova otevřena 30. června 2017. Je zde umístěna stálá expozice o herci Janu Werichovi. Podkroví vily slouží pro pořádání výstav, přednášek a kulturních akcí. V přízemí se nachází kavárna "IF Café" Ivety Fabešové.

## Ohlasy v kultuře
V domě se odehrává děj psychologického románu Třináctá komnata z roku 1944 od Vladimíra Neffa.

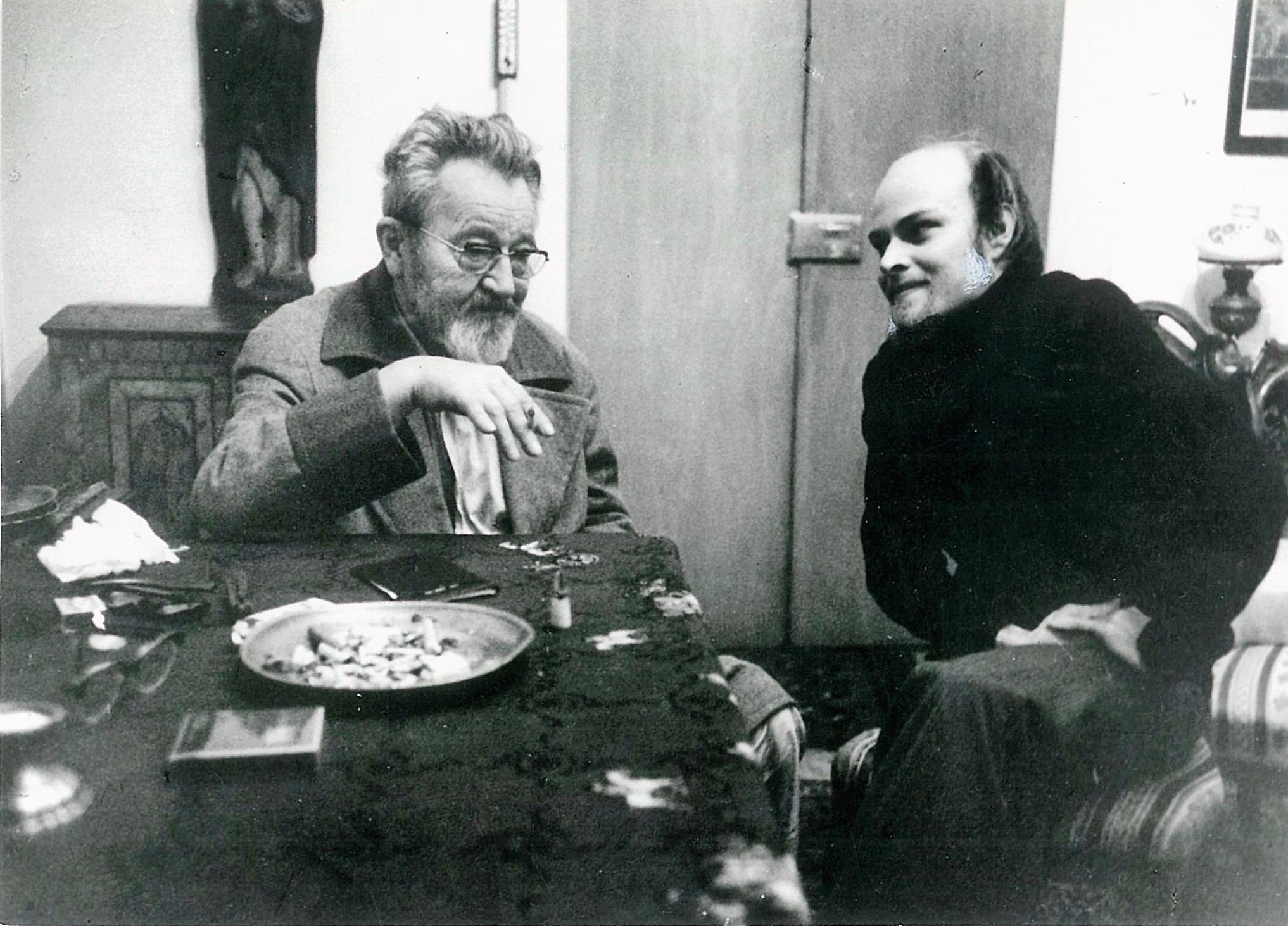
Jan Werich (vlevo) a autor knih o Osvobozeném divadle Jaromír Pelc na Kampě v roce 1977 (původní interiér bytu v domě U Sovových mlýnů 501/7)

## Slavní obyvatelé
- 1798-1803 Josef Dobrovský[3], historik a zakladatel slavistiky, inspirátor českého národního obrození
- 1929-1941 Zdeněk Wirth[3], historik umění a významný památkář
- 1945–1980 Jan Werich[3], známý herec a divadelník
- 1946–1948 Jiří Voskovec[3], známý herec a divadelník
- 1948–1968 Vladimír Holan[6], přední český básník